# Csehbánya
Csehbánya is een plaats (község) en gemeente in het Hongaarse comitaat Veszprém. Csehbánya telt 283 inwoners (2001).